# Maksymilian Nowicki
 (mai 2025).
Maksymilian Siła-Nowicki (9 octobre 1826 - 30 octobre 1890) est un professeur de zoologie polonais et un pionnier de la conservation de la nature en Pologne autrichienne, membre de l'Académie polonaise des arts et sciences.

## Biographie
Il est fils de Feliks Siła Nowicki, issu de la petite noblesse polonaise (clan Własny), qui est forestier domanial de Jabłonow en Pokucie. Nowicki est envoyé par ses parents étudier à Lviv. Docteur en philosophie de l'Université de Lviv en 1863, il est professeur de zoologie à l'Université de Cracovie de 1863 à sa mort. En 1873, il est nommé membre de l'Académie polonaise des arts et sciences. Toujours en 1873, il cofonde la Société des Tatras (Towarzystwo Tatrzańskie). En 1879, il fonde la Société nationale de pêche (Krajowe Towarzystwo Rybackie). Ses plus importants travaux concernent l'entomologie, l'ichtyologie et l'ornithologie.
Nowicki cherche à donner une orientation pratique à ses recherches. Il écrit : « Dans l'intérêt de l'élevage dans ce pays, il convient de développer une connaissance des animaux nuisibles à l'élevage... et des animaux qui lui sont utiles. » C'est principalement grâce à lui que la Sejm de Galice adopte en 1868 une loi protégeant les chamois, les marmottes et certains oiseaux alpins des Tatras.
Nowicki a été l'initiateur et la force motrice de la Commission physiographique (Komisja Fizjograficzna) de l'Académie polonaise des arts et sciences et a été membre de nombreuses autres sociétés savantes.
Chevalier de 3e classe de l'Ordre de la Couronne de fer (1888), il est inhumé au cimetière Rakowicki. Il est le père du poète Franciszek Nowicki et le beau-frère du professeur Franciszek Kasparek.